# Petr Votruba
Petr Votruba (* 8. května 1948) byl český a československý politik a bezpartijní poslanec Sněmovny lidu Federálního shromáždění za normalizace.

## Biografie
K roku 1976 se profesně uvádí jako opravář v JZD. Ve volbách roku 1976 zasedl do Sněmovny lidu (volební obvod č. 156 - Děčín-sever, Severočeský kraj). Ve Federálním shromáždění setrval do konce funkčního období, tedy do voleb roku 1981.